# Wenceslao Cano
Wenceslao Cano fue un hacendado, catedrático y político peruano. Fue propietario de la hacienda "La Joya" ubicada en el distrito de Zurite y, durante la reforma agraria de Velasco Alvarado se establecería en ella uno de los locales principales de la Cooperativa Túpac Amaru II. Era conocido entre los indígenas de ese distrito por haberlos despojado de sus tierras ("Manzanapata", "Ccanapata" y Tirranpata) y manifestaban su trato cruel con ellos aunque, cusqueños contemporáneos como Luis E. Valcárcel señalan que en la hacienda de Cano los indios recibían buen trato.
Cursó estudios de letras en la Universidad de San Antonio Abad presentando el 30 de septiembre de 1883 la tesis "El Progreso de la humanidad no se realiza de una manera activa sin la intervención del genio en las diferentes ramas del saber humano". En los años 1900 fue catedrático de la Universidad de San Antonio Abad.
Participa, junto con Lucio Samuel Cabrera y Martín F. Serrano en la toma del cuartel de Mutuchaca durante el asalto a la ciudad por parte de partidarios pierolistas en el marco de la Guerra civil de 1894.
Fue elegido diputado por la provincia de Anta en 1895, luego de la Guerra civil de 1894 durante los gobiernos de Manuel Candamo, Nicolás de Piérola y Eduardo López de Romaña en el inicio de la República Aristocrática. Entre 1896 y 1898 fue elegido, además, como senador suplente por el departamento del Cusco. En 1901 fue reelecto como diputado por la provincia de Anta.